# مناخ تيتان

رسم بياني تفصيلي لدرجة الحرارة والضغط، وغيرها من جوانب مناخ تيتان. الغبش يخفض درجة الحرارة في الغلاف الجوي السفلي، في حين أن الميثان يرفع درجة الحرارة على السطح. وثورات البراكين الباردة ترفع الميثان إلى الغلاف الجوي، والتي تمطر بعد ذلك على السطح وتُكَوّن بحيرات.

مناخ تيتان أكبر أقمار زحل، يماثل مناخ الأرض في الكثير من النواحي على الرغم من أن درجة الحرارة على سطحه أقل بكثير، غلافه الجوي سميك و تهطل عليه أمطار من الميثان، وبراكين باردة محتملة تخلق تناظر.